# Benita Fitzgerald-Brown
Benita Fitzgerald-Brown (geb. Fitzgerald; * 6. Juli 1961 in Manassas, Virginia) ist eine ehemalige US-amerikanische Hürdenläuferin und Olympiasiegerin.
Fitzgerald-Brown war 15-fache All-American-Meisterin im 100-Meter-Hürdenlauf und US-Nationalmeister 1983 und 1986. Sie war international die führende Läuferin in dieser Disziplin bis 1986, als die Bulgarin Jordanka Donkowa den bestehenden Weltrekord gleich zweimal innerhalb einer Stunde brach.
1983 wurde sie Achte bei den Leichtathletik-Weltmeisterschaften in Helsinki und siegte bei den Panamerikanischen Spielen in Caracas.
Bei den Olympischen Spielen 1984 in Los Angeles gewann sie die Goldmedaille vor der Britin Shirley Strong (Silber) und den beiden Dritten, der Französin Michèle Chardonnet und der US-Amerikanerin Kim Turner (beide Bronze).

## Persönliche Bestzeit
- 60 m Hürden (Halle): 8,18 s, 29. Januar 1983, Louisville
- 100 m Hürden: 12,84 s, 4. Juni 1983, Houston